# Fonds de roulement
Pour les articles homonymes, voir FDR.
Le fonds de roulement (FDR) est une notion d'équité du bilan fonctionnel d'une entreprise. Il existe deux niveaux de fonds de roulement : le fonds de roulement net global (FRNG) et le fonds de roulement financier.
Lorsque rien n'est précisé, la notion de « fonds de roulement » (FR) renvoie au fonds de roulement net global.

## Fonds de roulement net global

### Définition et calcul
Le fonds de roulement est défini comme l'excédent de capitaux stables, par rapport aux emplois durables, utilisé pour financer une partie des actifs circulants : FRNG = Ressources stables et durables - Emplois durables.
Ainsi, le FR correspond à :
- la partie des ressources stables qui ne finance pas les emplois durables.
- la partie des actifs circulants financée par les ressources stables.

Il se calcule comme suit :
FRNG = Capitaux permanents - Actifs immobilisés ;

### Utilisations
Le fonds de roulement représente une ressource durable, mise à la disposition de l'entreprise par ses actionnaires ou créée via l'argent dégagé de son exploitation, et destinée à financer les investissements et les emplois nets du cycle d'exploitation.
Le fonds de roulement permet de maintenir le cycle d'exploitation de l'entreprise (l'achat des matières premières, la paye des salariés, etc. s'effectuent souvent avant le règlement des produits fabriqués par l'entreprise : les dépenses générées par l'activité de l'entreprise précèdent donc les recettes issues des ventes, et c'est parce que les décaissements précèdent les encaissements qu'il existe un besoin de financement).
On peut interpréter la situation d'une société en étudiant son niveau en fonds de roulement :
- un FR supérieur à 0 montre que les emplois durables sont intégralement financés par des ressources stables ; la société est dans une bonne situation ;
- un FR inférieur à 0 de façon ponctuelle indique un déséquilibre des financements ;
- un FR inférieur à 0 de façon chronique signale un risque d'insolvabilité ;
- si le FR finance l'intégralité du  Besoin en fonds de roulement (FR > BFR), alors l'entreprise dégage une trésorerie nette (TN) positive ; à l'inverse, si le BFR est supérieur au FR, l'entreprise utilise des ressources « à court terme »[3] pour financer une partie du BFR.

Fonds de roulement, besoin en fonds de roulement, et trésorerie nette sont liés par la relation : FR - BFR = TN.

## Fonds de roulement financier
Le fonds de roulement financier est la différence entre les actifs dont l’échéance se situe à plus d'un an (long terme) et les dettes dont l’échéance se situe à moins d'un an (court terme). Fonds de roulement financier = capitaux permanents - actifs immobilisés nets à plus d'un an.
Il est utilisé lors de l'évaluation de la liquidité et de la solvabilité d'une entreprise.